# NGC 838
NGC 838 is een lensvormig sterrenstelsel in het sterrenbeeld Walvis. Het hemelobject werd op 28 november 1785 ontdekt door de Duits-Britse astronoom William Herschel.

## Synoniemen
- PGC 8250
- MCG -2-6-33
- IRAS02071-1023
- MK 1022
- HCG 16C
- Arp 318
- KUG 0207-103